# Aglailson Júnior
José Aglailson Queralvares Júnior (Recife, 2 de abril de 1962) é um político brasileiro.

## Biografia
Filho do político José Aglailson, também conhecido como Zé do Povo, Aglailson Júnior começou muito jovem na política, quando aos 18 foi nomeado chefe de gabinete do seu pai na ALEPE.

## Trajetória política
Concorreu pela primeira vez uma eleição em 1992, se elegendo Vereador de Vitória de Santo Antão aos 30 anos de idade. Voltaria a se eleger ao mesmo cargo em mais duas ocasiões, em 1996 e em 2000.
Em 2002 foi eleito Deputado Estadual de Pernambuco, sendo reeleito nas eleições de 2006, 2010 e 2014.
Nas eleições de 2016 foi eleito para o primeiro mandato como Prefeito de Vitória, derrotando Paulo Roberto (PSD), candidato do então prefeito Elias Lira.